# Pesa Tramicus
Pesa Tramicus — польський низькопідлоговий трамвай, вироблений компанією Pojazdy Szynowe Pesa Bydgoszcz у Бидгощі в 2005 — 2008 рр. 
Всього було випущено 33 вагони. 
Трамваї курсують у Бидгощі, Ельблонзі, Лодзі та Варшаві.
Концепція трамвая допускає варіативність, тому можна виробляти вагони різної довжини з трьома-п’ятьма секціями.

## Історія
- 11 серпня 2005: ZKM Elbląg замовив 6 трамваїв 121N.[1]
- 22 лютого 2006: Trams Warszawskie замовило 15 трамваїв 120N.[2]
- 24 жовтня 2006: MPK Łódź замовив 12 трамваїв 122N.[3]
- 12 вересня 2007: MZK Bydgoszcz замовив 2 трамваї 122N.[4]

## Конструкція

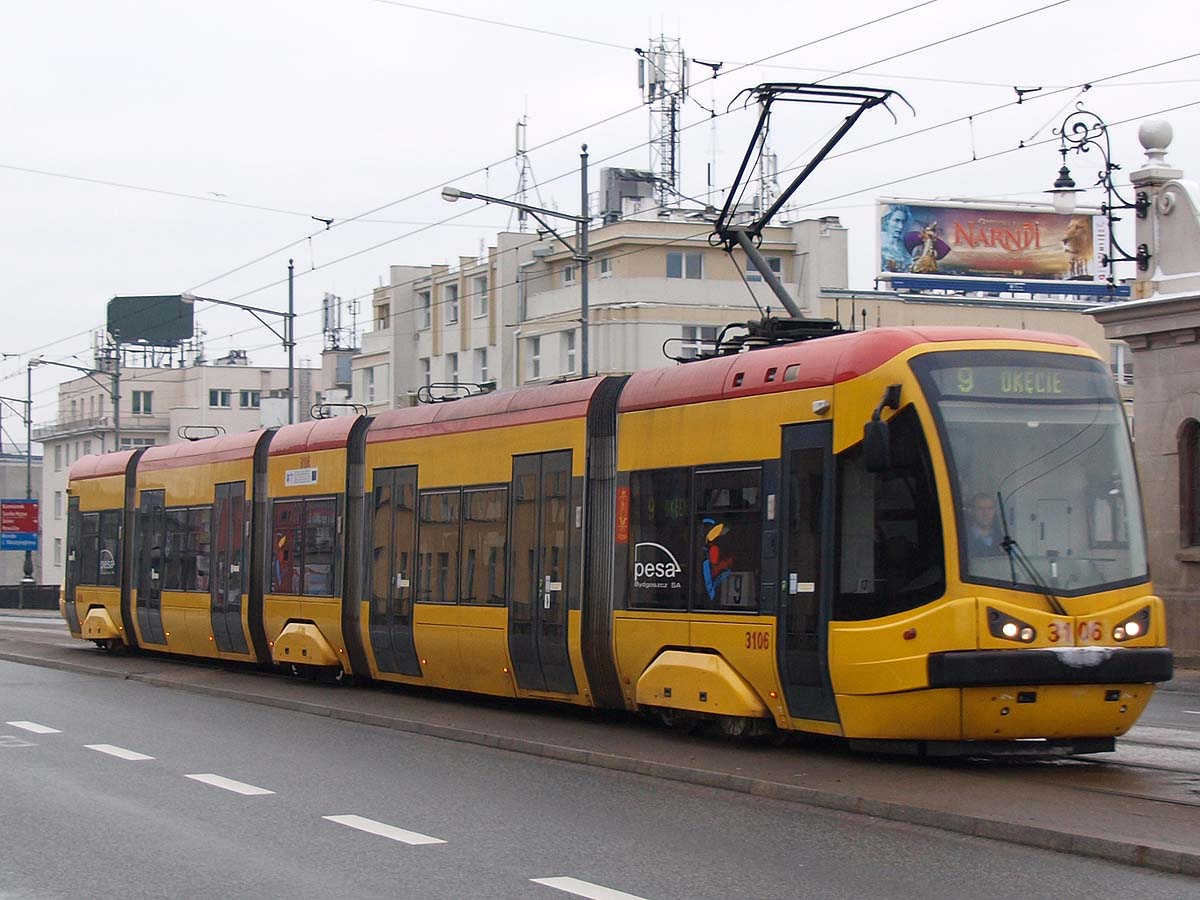
Варшавський трамвай 120N на мосту Понятовського

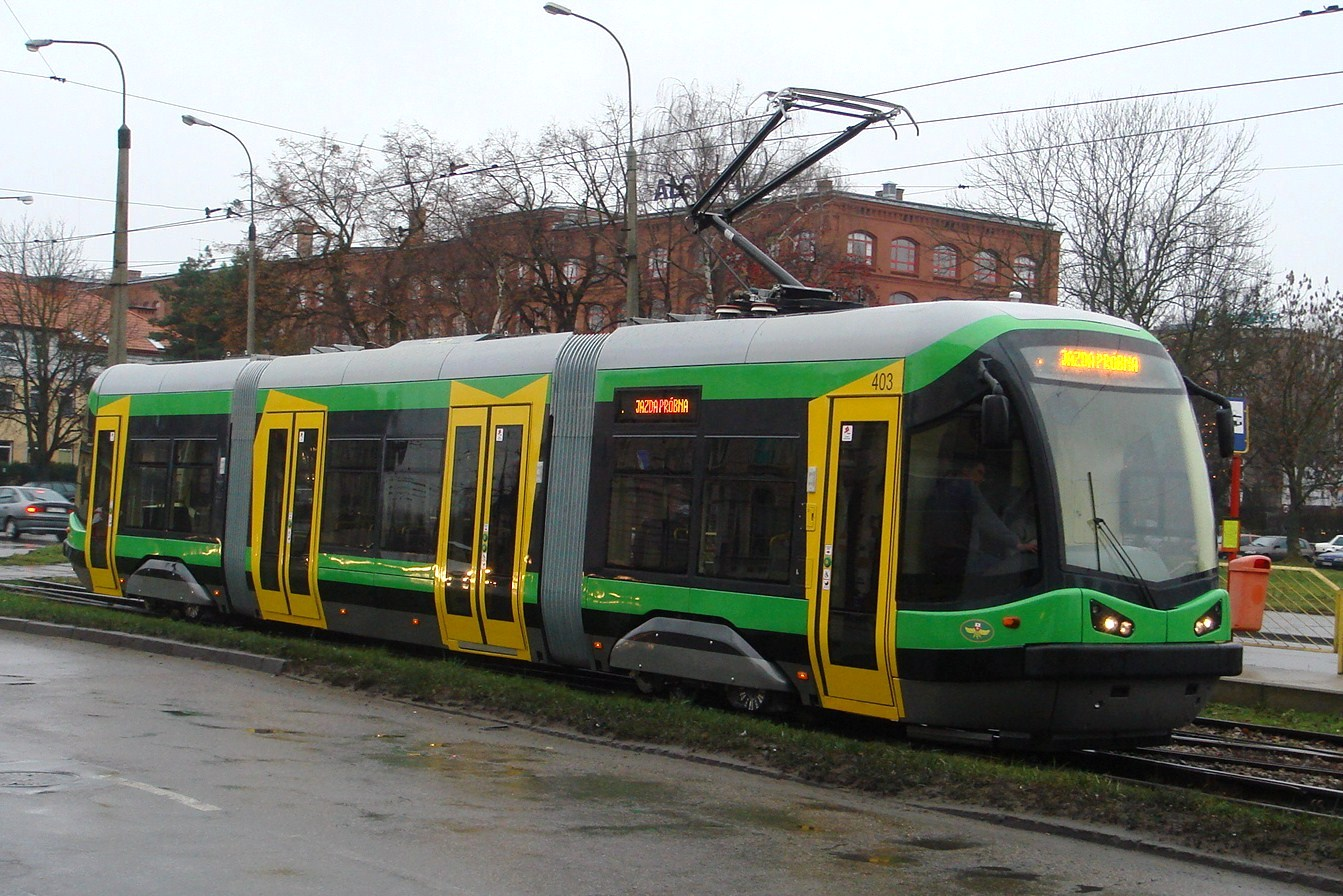
Трамвай 121N під час тестового запуску в Ельблонзі

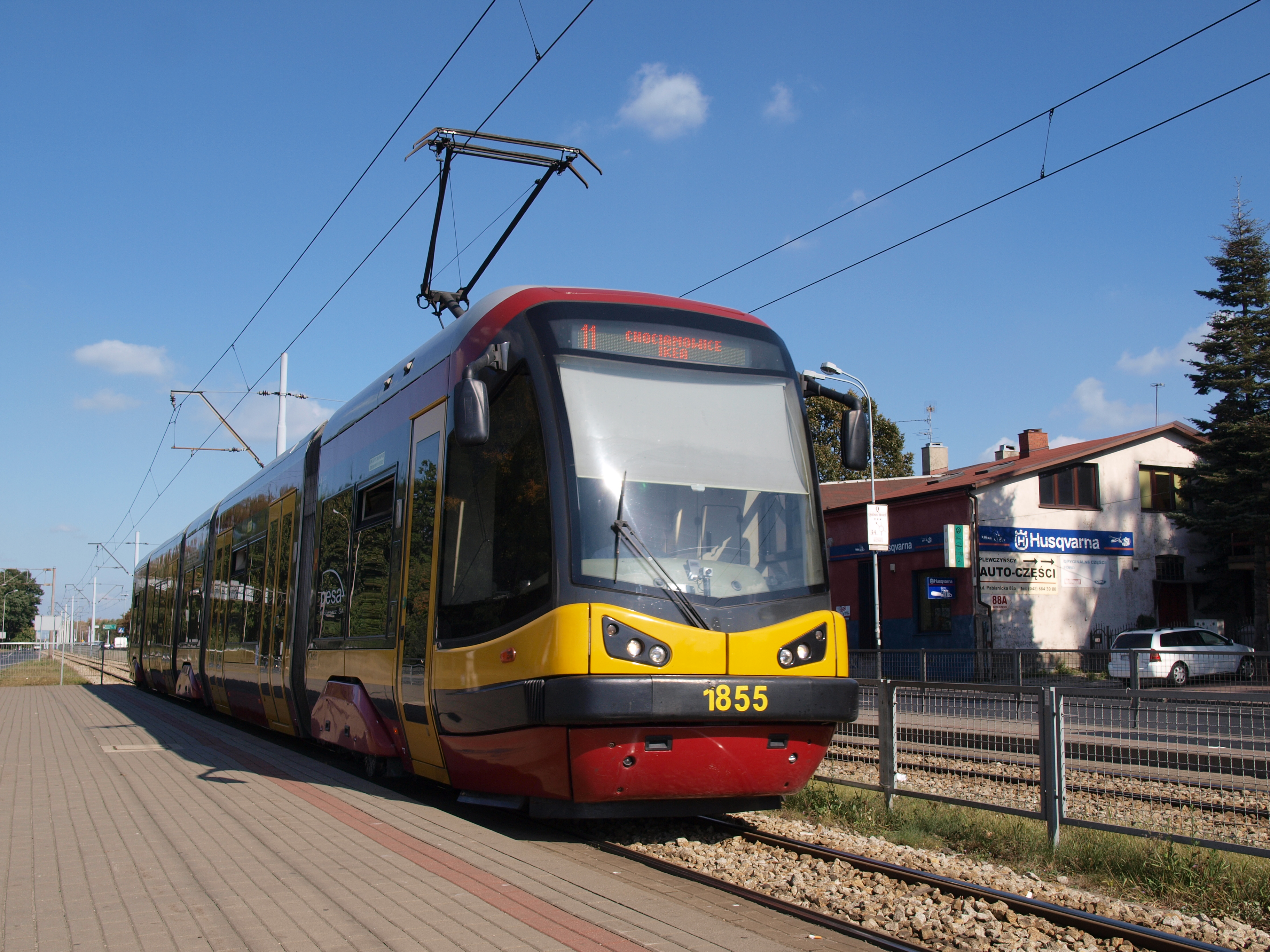
Трамвай 122N на лінії 11 у Лодзі

| Тип           | Кількість секцій | Довжина | Ширина | Вага    | Кількість і потужність двигунів | Ширина колії | місця для сидіння |       |
| ------------- | ---------------- | ------- | ------ | ------- | ------------------------------- | ------------ | ----------------- | ----- |
| 120N          | 5                | 31,82 м | 2,35 м | 43,4 т  | 4 × 105 kW                      | 1435 мм      | 63                | [ 5 ] |
| 121N          | 3                | 20,22 м | 2,35 м | 24,55 т | 4 × 105 kW                      | 1000 мм      | 41                | [ 5 ] |
| 122N (Бидгощ) | 5                | 31,82 м | 2,35 м | 38,4 т  | 4 × 105 kW                      | 1000 мм      | 63                | [ 5 ] |
| 122N (Лодзь)  | 5                | 31,82 м | 2,35 м | 38,4 т  | 4 × 105 kW                      | 1000 мм      | 63                | [ 5 ] |

### 120N
Pesa 120N є одностороннім, п’ятисекційним шарнірним, повністю низькопідлоговим трамваєм. 
Рама та кузов вагону виготовлені із зварних сталевих профілів, передня та задня грані (ідентичні) з ламінату. 
На правій стороні є шість розсувних дверей. 
Перша, третя і п'ята секції встановлені на візках, друга і четверта підвішені між навколишніми секціями. 
Перший і останній візок (тип DKCBZ 0211-4 від VEM Sachsenwerk) 

є приводними , середні безмоторні. 

В обох кінцевих візках є два асинхронних двигуна (тип FT-105-600 від Medcom), кожен з яких веде одну вісь. 
Електричний струм знимають пантографом (тип Fb 700 від «Stemmann»), розташованим на даху передньої секції. 
 
Електричне обладнання на основі транзисторів IGBT вироблено Medcom. 

Кабіна водія розташована в одній передній частині автомобіля, тільки панель керування розташована ззаду. 
Транспортні засоби розраховані на звичайну ширину колії 1435 мм. 
Вагони обладнані кондиціонерами в кабіні водія та в салоні. 
Вагон оснащений кондиціонером і камерою.

### 121N
Це односторонній трисекційний шарнірний чотиривісний моторизований низькопідлоговий трамвайний вагон. 
Кузов вагону в основному виготовлений із зварних сталевих закритих профілів, обидві передні частини автомобіля виготовлені з ламінату. 
З правого боку чотири розсувні двері (у середній секції дві двостулкові, у зовнішній стороні завжди одна одностулка). 
Середня секція підвішена між кінцевими секціями, які розташовані на візках. 
Трамвай чотиривісний; кожна вісь приводиться в рух одним тяговим двигуном потужністю 105 кВт. 
На цей тип трамвая можна встановити візок для вузької колії 1000 мм. 
Відбір струму від повітряної контактної лінії здійснюється напівпантографом. 
Кабіна водія закрита і відокремлена від салону. 
Вагон у стандартній комплектації оснащений електронною та акустичною інформаційною системою.

### 122N
Це 100% низькопідлоговий, п’ятисекційний односторонній трамвай з трьома візками. 
Кожна вісь приводного шасі оснащена двигуном потужністю 105 кВт. 
Вхід і вихід пасажирів уможливлюють шість дверей, одностулкові в зовнішніх секціях, двостулкові в обох опорних секціях. 
У порівнянні з вагонами 120N, трамваї 122N мають вузьку колію 1000 мм.

## Поставки
| Держава | Місто    | Мережа               | Тип  | Роки доставки | Кількість вагонів | Джерело |
| ------- | -------- | -------------------- | ---- | ------------- | ----------------- | ------- |
| Польща  | Ельблонг | Ельблонзький трамвай | 121N | 2006–2007     | 6                 | [ 10 ]  |
| Польща  | Варшава  | Варшавський трамвай  | 120N | 2007          | 15                | [ 10 ]  |
| Польща  | Лодзь    | Лодзький трамвай     | 122N | 2008          | 10                | [ 10 ]  |
| Польща  | Бидгощ   | Бидгощський трамвай  | 122N | 2008          | 2                 | [ 10 ]  |